# Кровино Сельцо
Кровино Сельцо (рос. Кровино Сельцо) — присілок у Кіриському районі Ленінградської області Російської Федерації.
Населення становить 16 осіб. Належить до муніципального утворення Будогощенське міське поселення.

## Історія
Згідно із законом від 1 вересня 2004 року № 49-оз органом  місцевого самоврядування є Будогощенське міське поселення.

## Населення
| 1879 | 1910 | 1928 | 1965 | 1997 | 2002 | 2007 |
| ---- | ---- | ---- | ---- | ---- | ---- | ---- |
| 184  | ↗245 | ↗299 | ↘45  | ↘6   | ↗14  | ↘11  |
| 2010 | 2017 |      |      |      |      |      |
| ↘9   | ↗16  |      |      |      |      |      |